# Топкапъ (филм)
„Топкапъ“ (на английски: Topkapi) е американски филм от 1964 година, комедия на режисьора Жул Дасен с участието на Питър Устинов, Мелина Меркури, Максимилиан Шел, Робърт Морли.

## Сюжет
В Турция, в Истанбул, в суперохраняемия дворец на бившия султан, който сега се помещава музея „Топкапъ“, се намира безценен древен кинжал, чиято дръжка е върха на ювелирното изкуство, а стойността му превишава всички мислими и немислими предели. Ясно е, че веднага се намират авантюристи, които искат да се сдобият с кинжала. Те разработват гениален план и пристъпват към осъществяването му.

## В ролите
| Актьор          | Роля                 |
| --------------- | -------------------- |
| Питър Устинов   | Артър Саймън Симпсън |
| Мелина Меркури  | Елизабет Лип         |
| Максимилиан Шел | Уолтър Харпър        |
| Робърт Морли    | Седрик Пейдж         |
| Жил Сегал       | Хулио                |
| Джес Хан        | Ханс Фишер           |
| Аким Тамиров    | Жервен, готвач       |
| Титос Вандис    | Харбек               |
| Жо Дасен        | Жозеф                |